# Juan Modesto
Juan Modesto, Juan Guillote Modesto (ur. 1906 w El Puerto de Santa María, zm. 1969 w Pradze) – hiszpański generał, uczestnik wojny domowej i II wojny światowej, współorganizator Armii Ludowej Republiki Hiszpańskiej, członek PCE.

## Życiorys
Pochodził z Andaluzji. Z zawodu był drzeworytnikiem. Karierę wojskową rozpoczynał jako sierżant Legii Cudzoziemskiej. Po puczu gen. Francisco Franco stanął po stronie republikańskiej. Karierą w wojskach republikańskich rozpoczął od 5. pułku, następnie kolejno dowodził dywizją i V Korpusem. Uczestniczył w bitwach: pod Brunete i o Teruel. Od 1937 członek KC Komunistycznej Partii Hiszpanii. W roku 1938 mianowany został głównodowodzącym w bitwie nad Ebro.
W marcu 1939 awansowany do stopnia generała przez premiera rządu republikańskiego Juana Negrina. Pomimo że był uważany za człowieka sarkastycznego, nieszczerego i despotycznego, uznawano go za jednego z najzdolniejszych dowódców armii republikańskiej. Oprócz zdolności okazywał też odwagę, walcząc na pierwszej linii frontu. Po upadku Republiki Hiszpańskiej udał się na emigrację do ZSRR, brał udział w II wojnie światowej w szeregach Armii Czerwonej. 18 lipca 1946 podczas pobytu w Polsce został odznaczony przez przewodniczącego KRN Bolesława Bieruta Orderem Krzyża Grunwaldu II klasy.

## Ordery i odznaczenia
- Order Krzyża Grunwaldu (II klasy)

## Literatura
- Antony Beevor, Walka o Hiszpanię 1936–1939. Pierwsze starcie totalitaryzmów, Hanna Szczerkowska, 2009, ISBN 978-83-240-1159-9. Brak numerów stron w książce
- Aleksander Mazur, Order Krzyża Grunwaldu 1943–1985, Warszawa 1988. Brak numerów stron w książce
- John Macdonald: Wielkie bitwy historii. Wyd. 1. Warszawa: Agencja Wydawnicza Morex, 1998. ISBN 83-85904-92-1.